# Alien (program komputerowy)
Alien – program komputerowy służący do konwersji formatów linuksowych pakietów binarnych. Obsługuje deb (Debian), RPM (Red Hat), tgz (Slackware), slp (Stampede) oraz pkg (Solaris). Chociaż jest rozwijany już od dłuższego czasu, nadal uznawany jest za eksperymentalny i nie gwarantuje stuprocentowej stabilności.